# Перед свадьбой
«Перед свадьбой» — рассказ Антона Павловича Чехова. Написан в 1880 году, впервые опубликован в журнале «Стрекоза», 1880, № 41 от 12 октября с подписью Антоша Чехонте.

## Публикации
Рассказ А. П. Чехова «Перед свадьбой» написан в 1880 году, впервые опубликован в журнале «Стрекоза», 1880, № 41 от 12 октября с подписью Антоша Чехонте, опубликован также в сборнике «Шалость».

## Сюжет
Действие рассказа «Перед свадьбой» происходит в доме титулярного советника Подзатылкина. Здесь произошел сговор родителей и девица Подзатылкина была объявлена невестой коллежского регистратора Назарьева. Событие прошло успешно.
Обе стороны пили шампанское, полтора ведра водки, бутылку лафита. Папаши и мамаши жениха и невесты вовремя наплакались, жених и невеста целовались, гимназист восьмого класса произнес нужный тост. Чехов подробно описывает девицу Подзатылкину и Назарьева.
Девица Подзатылкина имела обыкновенную внешность с чертами лица, унаследованными от родителей; замечательна тем, что ничем не замечательна; ума у нее никто не обнаружил, любит статных мужчин и имя «Роланд».
Назарьев — господин с белым лицом, курчавыми волосами, получает жалование, едва хватающее на табак, не пропускает ни одну барышню, чтобы не сказать: «Как вы наивны! Вы бы читали литературу!» Любит свой почерк, журнал «Развлечение» и сапоги со скрипом.
Следующий после сговора день прошел с нотаций девице от мамаши и отца. Мамаша сделал девице замечание по поводу одежды и предупредила дочь, что ней не нравится её жених: «Уж больно занослив и горделив. Ты его осади… Что-о-о-о? И не думай!.. Через месяц же драться будете: и он таковский, и ты таковская. Замужество только девицам одним нравится, а в нем ничего нет хорошего. Сама испытала, знаю. Поживешь — узнаешь. Не вертись так, у меня и без того голова кружится. Мужчины все дураки, с ними жить не очень-то сладко. И твой тоже дурак, хоть и высоко голову держит. Ты его не больно-то слушайся, не потакай ему во всем и не очень-то уважай: не за что. Обо всем мать спрашивай».
Мнение папаши было совсем другим. Он сказал дочери такие слова: «Дочь моя! Я очень рад, что ты намерена сочетаться с таким умным господином, как господин Назарьев. Очень рад и вполне одобряю сей брак. Выходи, дочь моя, и не страшись! Брак это такой торжественный факт, что… ну, да что там говорить? Живи, плодись и размножайся. Бог тебя благословит! Я… я… плачу. Впрочем, слезы ни к чему не ведут. Что такое слезы человеческие? Одна только малодушная психиатрия и больше ничего! Выслушай же, дочь моя, совет мой! Не забывай родителей своих! Муж для тебя не будет лучше родителей, право, не будет! Мужу нравится одна только твоя материальная красота, а нам ты вся нравишься. За что тебя будет любить муж твой? За характер? За доброту? За эмблему чувств? Нет-с! Он будет любить тебя за приданое твое.»
Через некоторое время к дому Подзатылкина приехал Назарьев. Он поведал девице, что имеет к ней такие чувства, каких она никогда не чувствовала и немного сердит, чему причиной является то, что его обманул её папаша, назвавшийся надворным советником, а сам бывший титулярным. За этот обман он обещал приструнить родителей девицы, как давно приструнил и своих.
В конце автор рассказа предупреждает, что если жених так ведет себя перед свадьбой, то что будет потом «известно не одним только пророкам да сомнамбулам».